# Лиццано-ин-Бельведере
Лиццано-ин-Бельведере (итал. Lizzano in Belvedere) —  коммуна в Италии, располагается в регионе Эмилия-Романья, подчиняется административному центру Болонья.
Население составляет 2248 человек, плотность населения составляет 26 чел./км². Занимает площадь 85 км². Почтовый индекс — 40042. Телефонный код — 0534.
Покровителем коммуны почитается святой Мамант, празднование 17 августа.

## Города-побратимы
- Хильцинген, Германия